# アメリカ合衆国財務省
アメリカ合衆国財務省（アメリカがっしゅうこくざいむしょう、英: United States Department of the Treasury、略称: USDT）は、アメリカの行政部のひとつ。政府の歳入管理を目的として設置された。
1789年9月2日に合衆国議会の法令により設立。庁舎はホワイトハウスの東側に隣接。

## 業務
財務省は財務長官および財務官によって管理され、合衆国の通貨受け入れおよび管理について責任を負う。財務省は合衆国内で流通するすべての紙幣および硬貨について製版印刷局および造幣局を通じて印刷および鋳造を行う。また内国歳入庁を通じて連邦税の徴収を行う。
また米国債の管理、貯蓄貸付組合銀行の許認可と監督に加え、財政政策について立法府小委員会と行政機関に助言を行う。合衆国内閣の一員として財務長官の監督のもとに置かれる。財務官には法が定める義務はほとんどなく、造幣や硬貨鋳造などさまざまな問題について長官に助言する立場である。合衆国政府が発行する紙幣には、両名の署名が印刷される。
特筆すべき業務として、2002年に国土安全保障省の設立に伴う移管が行われるまで、アメリカ大統領の警護などを主たる任務とするシークレットサービスが、財務省の中の一部門として置かれていた。これは南北戦争中の1865年に、当時横行していた通貨偽造に対抗する法執行機関として財務省に設置されたところ、1901年に起きたマッキンリー大統領暗殺事件を受けて、アメリカ議会が、当時連邦単位で活動でき、なおかつ大規模な人員を擁する法執行機関であったシークレットサービスに大統領の警護を依頼したことによるものであった（連邦制を取るアメリカにおいては、伝統的に州や郡単位で設置される自治体警察が警察活動を担っている。司法省直轄の捜査機関として捜査局（のちの連邦捜査局、いわゆるFBI）が設立されたのは1908年のことであった）
なお、日本の財務省主計局が担務するような連邦政府予算の編成等についての業務は担当しておらず、同業務はアメリカ大統領直属の行政管理予算局が担当している。

## 歴史
財務官は、財務省本体よりも歴史の古い唯一の職である。これは1775年の大陸会議により創設された地位であり、その後1789年9月2日に合衆国議会の承認（Act of Congress）によって財務省が設立された。
初代財務長官のアレクサンダー・ハミルトンは1789年9月11日に就任の宣誓を行った。ジョージ・ワシントン大統領は当初、腹案としてロバート・モリス（Robert Morris）に長官への就任を打診したが固辞され、代わりにハミルトンを推薦された。合衆国独立初期の財務システムを構築したハミルトンは、数年にわたってワシントン政権の重鎮として処遇された。アメリカの10ドル札は、表面はハミルトンの肖像、裏面に財務省ビル（Treasury Department building）が印刷してある。
2021年1月25日にアメリカ上院に任命され、ジャネット・イエレン長官が就任した。前職は暫定のまま財務省を司ったJovita Carranzaであり、2017年4月27日の就任から2020年1月15日の辞任まで務めた。

## 組織
財務省の組織は、主に内部部局と執行部局の2つに大別される。内部部局は、省全体の方針策定や管理を担当し、執行部局は、それぞれに割り当てられた特定の業務を処理する。
- 財務長官
  - 財務副長官
    - 財務官
      - 製版・印刷局
        - 製版・印刷局警察

      - 造幣局
        - アメリカ合衆国造幣局警察

    - 国内財務担当財務次官
      - 金融機関担当財務次官補
        - 金融機関部

      - 金融市場担当財務次官補
        - 金融市場部

      - 第一財務次官補
        - 財政事務部
        - 財政事務局

    - 国際問題担当財務次官
      - 国際市場開発担当財務次官補
      - 国際問題担当財務次官補
      - 投資安全保障担当財務次官補
      - 環境・エネルギー部

    - テロリズム・金融情報担当財務次官
      - テロリズム・金融情報部
      - テロ資金供与担当財務次官補
        - テロ資金供与・金融犯罪部

      - 情報・分析担当財務次官補
        - 情報・分析部

      - 金融犯罪取締ネットワーク部
      - 外国資産管理部
      - 資産没収財務執行部

    - 管理担当財務次官補
      - 最高財務責任者
      - 最高改善責任者

    - 経済財政担当財務次官補
    - 立法事務担当財務次官補
    - 広報担当財務次官補
      - 政策計画官

    - 税政担当財務次官補
    - アルコール・たばこ税・貿易局長
      - アルコール・たばこ税・貿易局

    - 内国歳入庁長官
      - 内国歳入庁

    - 通貨監督官室
    - 金融調査部
    - 法務顧問室
    - 監察総監室

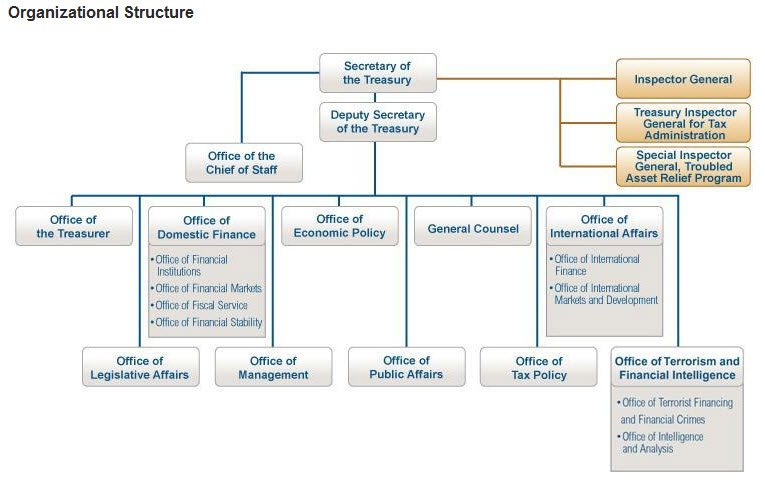
財務省の組織図

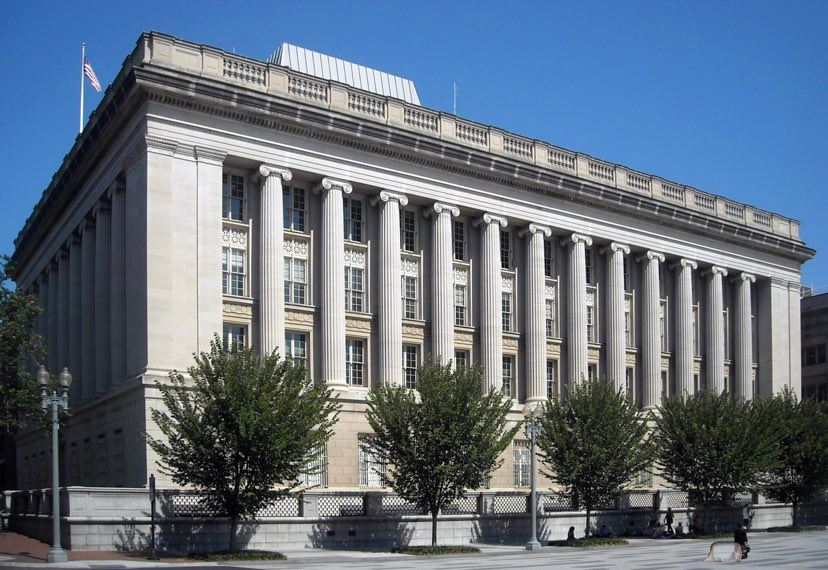
外国資産管理部、財務省図書館、財務省連邦信用組合本店は、ワシントンD.C.のフリードマン・バンク・ビルディング (旧称：財務省別館) に入っている。

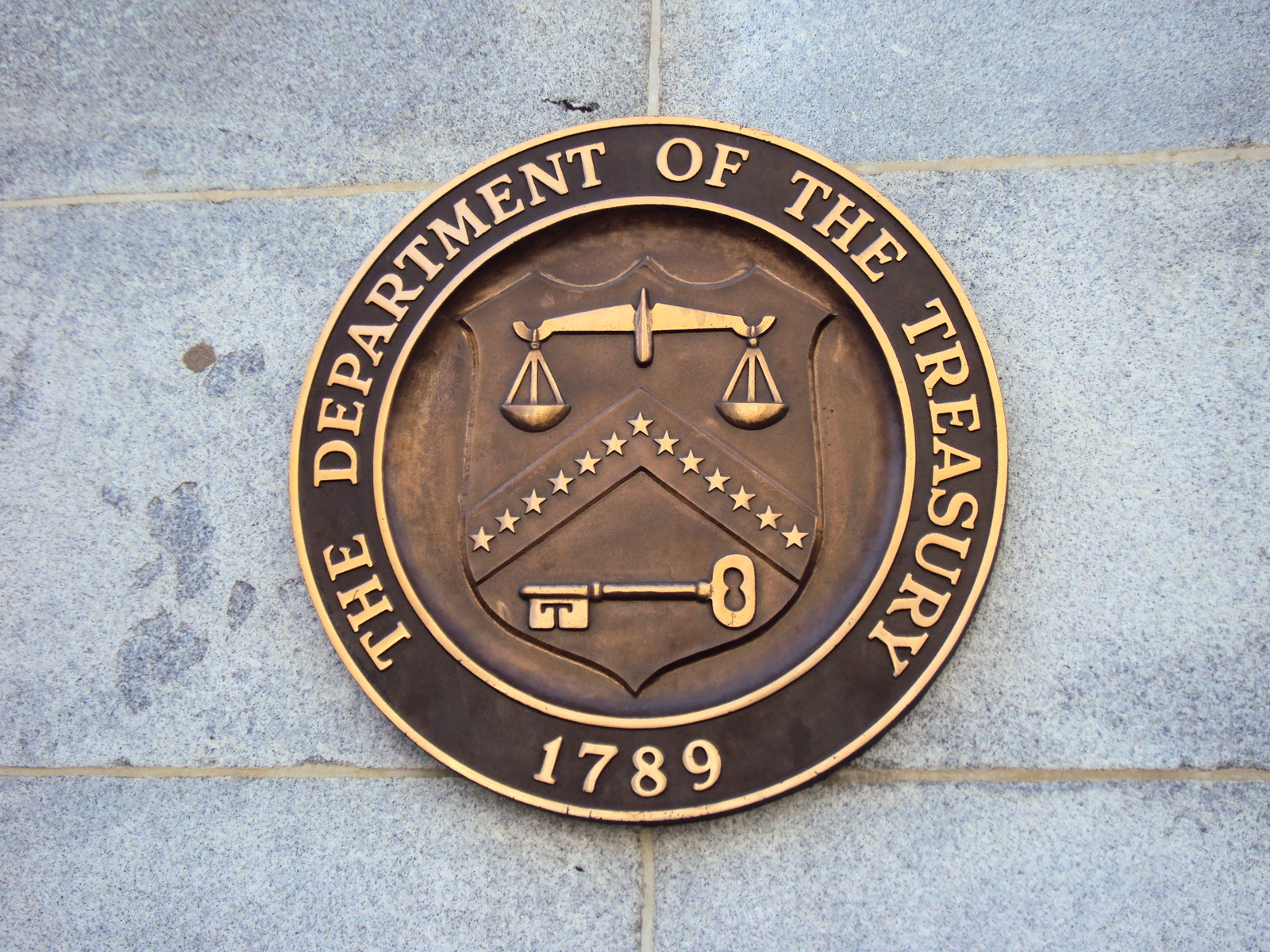
財務省の施設で見られる紋章

    - 税務管理担当財務監察官 (TIGTA)